# Rejon żurawieński
Rejon żurawieński (ukr. Журавнівський район) – dawna jednostka podziału administracyjnego Ukraińskiej Socjalistycznej Republiki Radzieckiej  w Związku Socjalistycznych Republik Radzieckich w latach 1940–1941 i 1944–1959. Należał do obwodu drohobyckiego. Siedziba władz rejonu znajdowała się w Żurawnie.
Rejon żurawieński został utworzony 17 stycznia 1940 na podstawie dekretu Prezydium Rady Najwyższej USRR o podziale na rejony zachodnich obwodów USRR, kiedy to w obwodzie drohobyckim utworzono 30 rejonów, między innymi żurawieński. Rejon objął miasto Żurawno oraz obszary zniesionych gmin Młyniska i Żurawno, należące przed wojną do powiatu żydaczowskiego w województwie stanisławowskim. 
Rejon żurawieński przestał istnieć wraz z wybuchem wojny niemiecko-radzieckiej 22 czerwca 1941. Jego tereny weszły w skład Landkreis Stryj dystryktu galicyjskiego Generalnego Gubernatorstwa.
Rejon został odtworzony 31 lipca 1944, po zajęciu tych terenów przez Armię Czerwoną.
Rejon żurawieński zniesiono 21 stycznia 1959, włączając jego obszar do rejonu żydaczowskiego.